# Partido Comunista (Italia)
El Partido Comunista (Partito Comunista en italiano) es un partido marxista-leninista italiano, creado en julio de 2009 bajo el nombre de Comunistas-Izquierda Popular (CSP). CSP nace a raíz de una escisión del Partido de los Comunistas Italianos (PdCI). Aboga por la salida de Italia tanto del euro como de la propia Unión Europea, así como de la OTAN, postura que aplican en sus respectivos países otros partidos comunistas europeos como el Partido Comunista de Grecia (KKE). Anteriormente utilizaban las siglas CSP-Partito Comunista, dejando claras sus intenciones de "reconstruir" el desaparecido Partido Comunista Italiano (PCI), del que ya se declaran en 2014 su reconstrucción al declararse "Partito Comunista, actualmente se encuentra sin representación parlamentaria.

## Historia

### Fundación
El 3 de julio de 2009 se anuncia la fundación del movimiento político Comunistas-Izquierda Popular, Partido Comunista (Comunisti-Sinistra Popolare, Partito Comunista). El partido reúne a varios exmiembros del PdCI, pero apunta a la reconstrucción de los comunistas y los Izquierda recogiendo una presencia física en los lugares de conflicto social. De hecho, el lema era "Tornare tra la gente, ripartire dalle lotte" (Ir al pueblo, compartir las luchas). En su nacimiento, ha recogido adhesiones de los trabajadores, estudiantes y personalidades del mundo de la cultura y el entretenimiento, como el periodista Marcos Berry, el controlador de la radio-televisión Marco Baldini, compositores como Andrea Mingardi y Francesco Baccini, actores como Giorgio Gobbi o el periodista Darwin Pastorin.
El movimiento recién nacido cree que la izquierda italiana ha sido derrotado por el apoyo al segundo gobierno de Prodi, la pérdida de identidad, de valores y de la separación de su base sociale.
El movimiento, ahora formado en un partido, para mostrar su diferencia con los otros partidos de la izquierda no muestra en las elecciones regionales de 2010 un símbolo redondo como los partidos tradicionales sino cuadrado, que simboliza de forma visual su cambio de tendencia frente a la lógica electoral, que lamentablemente, ha penetrado incluso la izquierda en Italia durante los últimos años.

### Crisis económica
Mientras tanto, la crisis económica hace que su presión y estalla el caso de Grecia. En mayo de 2010 Comunisti-Sinistra Popolare responde al Partido Comunista Griego (KKE), que en días anteriores había dirigido a todos los trabajadores europeos la invitación a seguir el camino de la movilización griega. El KKE había enviado su mensaje en el Partenón de Atenas, y 7 de mayo, un grupo de militantes del CSP realiza una acción en Roma en el Coliseo, un letrero con las palabras "People of Europe rise up!" (pueblos de Europa, ¡levantaos!) y desenrollando en el anfiteatro romano grandes banderas rojas. "No podemos estar al lado del pueblo griego, víctima de la especulación y de los grandes intereses de poder a nivel mundial - dijo Rizzo - Con la esperanza de que el despertar del pueblo griego de la cara en nuestro país. Parafraseando un viejo lema, hoy en Grecia, en Italia mañana." Desde ese momento, la relación entre PSC y KKE se ha intensificado aún más.
El 21 de enero de 2012, el partido decidió por amplia mayoría cambiar su símbolo añadiendo las palabras "Partido Comunista" bajo la hoz y el martillo. El secretario general del partido dijo: "El nuevo símbolo estará a la cabeza de la lucha contra el gobierno de Monti, la Unión Europea y la OTAN. Participará a las elecciones administrativas italianas de 2012 con sus candidatos en Génova, Alessandria y en algunas ciudades más pequeñas."
Ese mismo año aparece "El Golpe europeo", el nuevo libro de Rizzo sobre la crítica al capitalismo italiano y europeo. Así, el autor se centra en lo que, en su opinión, es la pérdida de la soberanía nacional que ha sufrido Italia en la UE. Además, el libro sirve como parcialmente manifiesto del Partido, sobre la base de un análisis de "qué hacer?" y en su propuesta política.
 Izquierda Popular Comunista - Partido Comunista  con motivo de las elecciones en 2013 presenta sus anuncios solo en los colegios en el extranjero. Además, el logotipo con hoz y el martillo se cambia a color, desde el amarillo al blanco, al parecer debido a problemas con el símbolo de registro que era demasiado similar a la de la República Popular China. CSP-Partido Comunista se basa en los principios de marxismo-leninismo y tiene como objetivo el socialismo y el comunismo. El Partido no reniega de la experiencia soviética, pero le da el papel de iniciador del revisionismo y el desmantelamiento del socialismo por Jruschov.
Marco Rizzo dijo que las elecciones serán "una oportunidad para evaluar el trabajo realizado y no una carrera para los asientos", también los miembros del partido recibirán el salario de un trabajador. También afirmó que las formas de representación institucional de la democracia burguesa se 'utilizan' solo para lo que son y nada más, en referencia al sistema parlamentario que sería un medio y no un fin para el partido. El 6 de abril de 2013 Marco Rizzo cita en Roma los partidos comunistas europeos de inspiración marxista-leninista, que tiene en el símbolo hoz y el martillo y para expresar el rechazo claro a la democracia social.

### Relaciones internacionales
Respondieron a la llamada crear una red por la Internacional Comunista el Partido Comunista de Grecia (KKE), el Partido Comunista de los Pueblos de España (PCPE), la Unión de revolucionarios y Comunistas Franceses (URCF) y el Polo de Renacimiento Comunista en Francia (PRCF), el SKU de Ucrania, el Partido Comunista de Turquía, el Partido Comunista de los Trabajadores de España (PCTE) y Partido Obrero Húngaro, con la presencia de los embajadores de Cuba, Venezuela y Corea del Norte en Italia. A la reunión también asistieron jóvenes de la FGC. No hubo partidos que tomaron distancia de la hoz y el martillo o dejaron avanzar las políticas reformistas, abandonando el camino revolucionario; así que no habrá espacio para reservado para la SYRIZA griega, el Partido Comunista Francés o el Partido Comunista de España, tampoco para Rifondazione Comunista y el Partido de los Comunistas Italianos
La red para crear una red Internacional Comunista celebrado bajo el lema "Contra la el capitalismo. Salir de la Unión Europea, del Euro y de la OTAN. Por el socialismo - comunismo "Los partidos comunistas presentan y firman un documento conjunto, abierto a la adhesión de otros partidos comunistas y obreros". En Bruselas, el 1 de octubre de 2013, CSP-Partido Comunista participa en la reunión de partidos comunistas (tanto los países miembros de la UE, tanto partidos de países no miembros) convocada por el Partido Comunista griego.
De esta asamblea nació "La Iniciativa del Partidos Comunistas y Obreros" con el símbolo común que representa a un trabajador que rompe las cadenas (símbolo de la primera enseña del Partido Comunista de Italia). La iniciativa declara oficialmente la cooperación internacional que crea un documento firmado por 30 partidos comunistas con el fin de estudiar y analizar las cuestiones europeas y la coordinación de las actividades entre partidos. Esta iniciativa declara su distancia del Partido de la Izquierda Europea, afirmando guiarse por los principios de la socialismo científico. El Partido Comunista es elegido luego como miembro de la secretaría de esta coordinación.
El 17, 18 y 19 de enero de 2014 en Roma se celebró el II Congreso del partido, que tomó el nombre de Partido Comunista (PC), lo que confirma el nuevo documento político de la línea marxista-leninista inspirado en la PCI de Antonio Gramsci. Al concluir el congreso contó con la asistencia de las delegaciones de Cuba, Corea del Norte y Venezuela. Trajeron sus saludos representantes de los partidos pertenecientes a la Iniciativa de Partidos Comunistas y Obreros, como el Secretario del Partido Comunista de Grecia (KKE) o el PCTE de España.

## Elecciones

### Elecciones generales
| Elección      | Candidatos | Diputados | Diputados | Senadores | Senadores | Resultado | Diputados | Senadores | Nota |
| Elección      | Candidatos | Votos     | %         | Votos     | %         | Resultado | Diputados | Senadores | Nota |
| ------------- | ---------- | --------- | --------- | --------- | --------- | --------- | --------- | --------- | ---- |
| 2013 - Estero |            | 6.977     | 0,71%     | 7.578     | 0,85%     |           | 0/99      | 0/30      |      |
| 2018          |            | 106.816   | 0,33%     | 101.230   | 0,33%     | No electo | 0/99      | 0/30      |      |

### Elecciones al Parlamento Europeo
| Elección | Líder       | Resultados | Resultados | Escaños | Nota |
| Elección | Líder       | Votos      | %          | Escaños | Nota |
| -------- | ----------- | ---------- | ---------- | ------- | ---- |
| 2019     | Marco Rizzo | 235.542    | 0,88%      | 0/73    |      |